# Samantha Watson
Samantha Watson (née le 10 novembre 1999) est une athlète américaine, spécialiste du 800 mètres.

## Biographie
Titrée lors des championnats du monde jeunesse de 2015, elle devient championne du monde junior du 800 mètres en 2016 à Bydgoszcz.

### Palmarès
| Date | Compétition                    | Lieu      | Résultat | Épreuve   | Temps         |
| ---- | ------------------------------ | --------- | -------- | --------- | ------------- |
| 2015 | Championnats du monde jeunesse | Cali      | 1re      | 800 m     | 2 min 3 s 54  |
| 2016 | Championnats du monde juniors  | Bydgoszcz | 1re      | 800 m     | 2 min 4 s 52  |
| 2016 | Championnats du monde juniors  | Bydgoszcz | 1re      | 4 × 400 m | 3 min 29 s 11 |

### Records
| Épreuve | Performance  | Lieu   | Date         |
| ------- | ------------ | ------ | ------------ |
| 800 m   | 2 min 2 s 91 | Clovis | 25 juin 2016 |